# Château de Clayes-Palys
Le château de Clayes-Palys est un château situé dans la commune de Clayes, dans le département français d'Ille-et-Vilaine, région Bretagne.

## Historique
L'édifice actuel a été construit entre 1750 et 1765.
Il fait l’objet d’une inscription au titre des monuments historiques depuis le 8 février 1965.